# Йоакім Бернер
Йоакім Бернер (фін. Joakim Berner; нар. 21 листопада 1957) — колишній фінський тенісист.
Найвищу одиночну позицію світового рейтингу — 435 місце досяг 28 липня 1986, парну — 239 місце — 28 листопада 1988 року.

## Фінали ATP Челленджер

### Парний розряд: 2 (0–2)
| Результат | Ранг | Дата     | Турнір           | Покриття | Партнер      | Суперники                        | Рахунок  |
| --------- | ---- | -------- | ---------------- | -------- | ------------ | -------------------------------- | -------- |
| Поразка   | 1.   | Лип 1988 | Ганко, Фінляндія | Ґрунт    | Томас Нюдаль | Мортен Крістенсен Міхаель Таусон | 2–6, 1–6 |
| Поразка   | 2.   | Сер 1988 | Остенде, Бельгія | Ґрунт    | Томас Нюдаль | Пер Генрікссон Ніклас Утґрен     | 1–6, 5–7 |